# Clubiona mandibularis
Clubiona mandibularis este o specie de păianjeni din genul Clubiona, familia Clubionidae, descrisă de Lucas, 1846.
Este endemică în Algeria. Conform Catalogue of Life specia Clubiona mandibularis nu are subspecii cunoscute.